# Ingo Toussaint
Ingo Toussaint (* 1. März 1950 in Bad Dürkheim) ist ein deutscher Historiker und Bibliothekar.

## Leben und Wirken
Ingo Toussaint studierte Geschichte und Germanistik. Nach seinem Staatsexamen für den höheren Schuldienst 1974 promovierte er 1979 an der Universität Mannheim über „Die Grafen von Leiningen“. Im Jahre 1980 trat er als Bibliotheksreferendar an der Universitätsbibliothek Freiburg/Br. in die Ausbildung für den höheren Bibliotheksdienst und legte 1982 am Bibliothekar-Lehrinstitut des Landes Nordrhein-Westfalen die Fachprüfung hierfür ab. Von 1982 bis 2015 war er als wissenschaftlicher Bibliothekar an der Universitätsbibliothek Bayreuth tätig. Er leitete die Teilbibliothek Kulturwissenschaften und den Bereich Sacherschließung.
Er ist Mitglied der Arbeitsgemeinschaft für geschichtliche Landeskunde am Oberrhein. In seinen zahlreichen Veröffentlichungen beschäftigt sich Toussaint zum einen mit den Grafen von Leiningen im Mittelalter, zum anderen mit Fragen der Bibliotheksgeschichte im Dritten Reich und Beutegut aus jüdischem Besitz, außerdem mit der Geschichte Bayreuths.

## Veröffentlichungen (Auswahl)
- Das Territorium der Grafen von Leiningen im Wormsgau. Sein Aufbau und Verfall im Mittelalter. In: Mitteilungen des Historischen Vereins der Pfalz, Bd. 71 (1974), S. 155–202.
- Zwei Fragmente des Weißenburger „liber feudorum“. In: Mitteilungen des Historischen Vereins der Pfalz, Bd. 78/79 (1980), S. 155–214.
- Die Grafen von Leiningen. Studien zur leiningischen Genealogie und Territorialgeschichte bis zur Teilung von 1317/18. Thorbecke, Sigmaringen 1982, ISBN 3-7995-7017-9.
- Die Universitätsbibliothek Freiburg im Dritten Reich (= Schriften der Universitätsbibliothek Freiburg im Breisgau, Bd. 5). Freiburg 1982 (2. Aufl. 1984, ISBN 3-598-10547-9).
- Geist und Ungeist. Universitätsbibliotheken unter dem Hakenkreuz. In: ders. (Hrsg.): Die Universitätsbibliotheken Heidelberg, Jena und Köln unter dem Nationalsozialismus (= Beiträge zur Bibliothekstheorie und Bibliotheksgeschichte, Bd. 2). Saur, München 1989, S. 329–340, ISBN 3-598-10858-3.
- Wissenschaftliche Bibliotheken im Dritten Reich. Methodische Probleme ihrer Erforschung. In: Peter Vodosek (Hrsg.): Bibliotheken während des Nationalsozialismus. Bd. 1. Harrassowitz, Wiesbaden 1989, S. 297–302, ISBN 3-447-02947-1.
- Wissenschaftliche Bibliotheken im Dritten Reich. Ein vorläufiges Resumee. In: Peter Vodosek (Hrsg.): Bibliotheken während des Nationalsozialismus. Bd. 1. Harrassowitz, Wiesbaden 1989, S. 385–388.
- Die Bayreuther Stadtansicht von 1686. Zugleich ein Beitrag zur Reiseliteratur des 17. Jahrhunderts. In: Archiv für Geschichte von Oberfranken, Bd. 73 (1993), S. 295–307.
- (Hrsg.): Reisen nach Bayreuth. Berichte aus acht Jahrhunderten. Mit einem Brief von Agostino Sunti und der Festrede von Walter Jens. Olms, Hildesheim 1994, ISBN 3-487-08354-X.
- (Hrsg.): Lustgärten um Bayreuth. Eremitage, Sanspareil und Fantaisie in Beschreibungen aus dem 18. und 19. Jahrhundert (= Forschungen zur Kunst- und Kulturgeschichte, Bd. 6). Olms, Hildesheim 1998, ISBN 3-487-08401-5.
- Neues Schloß und Hofgarten zu Bayreuth im Spiegel der Reiseliteratur. In: Archiv für Geschichte von Oberfranken, Bd. 78 (1998), S. 315–325.
- Asyl und Zuhause. Württembergische Herzöge in Schloß Fantaisie bei Bayreuth. In: Zeitschrift für die Geschichte des Oberrheins, Bd. 147 (1999), S. 469–491.
- Jüdisches Eigentum in badischen Bibliotheken. In: Freiburger Universitätsblätter, H. 147 (2000), S. 69–78.
- Wissenschaftliche Bibliotheken und verbotene Literatur im „Dritten Reich“. In: Stephan Kellner (Hrsg.): Der „Giftschrank“. Erotik, Sexualwissenschaft, Politik und Literatur; „Remota“. Die weggesperrten Bücher der Bayerischen Staatsbibliothek. Eine Ausstellung der Bayerischen Staatsbibliothek, München, 2. Oktober – 17. Dezember 2002 (= Ausstellungskataloge / Bayerische Staatsbibliothek, Bd. 73). München 2002, S. 83–91, ISBN 3-9802700-9-2.
- „Judenbücher“. Über den Umgang mit fremdem Eigentum in wissenschaftlichen Bibliotheken der Nazizeit. Beispiele aus Baden. In: Jüdischer Besitz als Beutegut. Niedersächsischer Landtag, Hannover 2003, S. 59–65.
- Leiningen. In: Werner Paravicini (Hrsg.): Höfe und Residenzen im spätmittelalterlichen Reich. Bd. 4,1. Thorbecke, Ostfildern 2012, S. 807–816, ISBN 978-3-7995-4525-9.
- Juwelen für ein Schloß. Festvortrag zum 250. Jahrestag der Überlassung von Schloß Fantaisie an Elisabeth Friederike Sophie, Tochter der Markgräfin Wilhelmine von Bayreuth. In: Archiv für Geschichte von Oberfranken, Bd. 93 (2013), S. 99–115.
- Die Freiburger Universitätsbibliothek und andere wissenschaftliche Bibliotheken in der NS-Zeit. Begleitumstände und Nachwirkungen einer Veröffentlichung. In: Freiburger Universitätsblätter, H. 213 (September 2016), S. 79–91.